# Coriotela lasallei
Coriotela lasallei is een vliesvleugelig insect uit de familie Pteromalidae. De wetenschappelijke naam werd voor het eerst geldig gepubliceerd in 2020 door Burks en Heraty.